# عمود وسيط

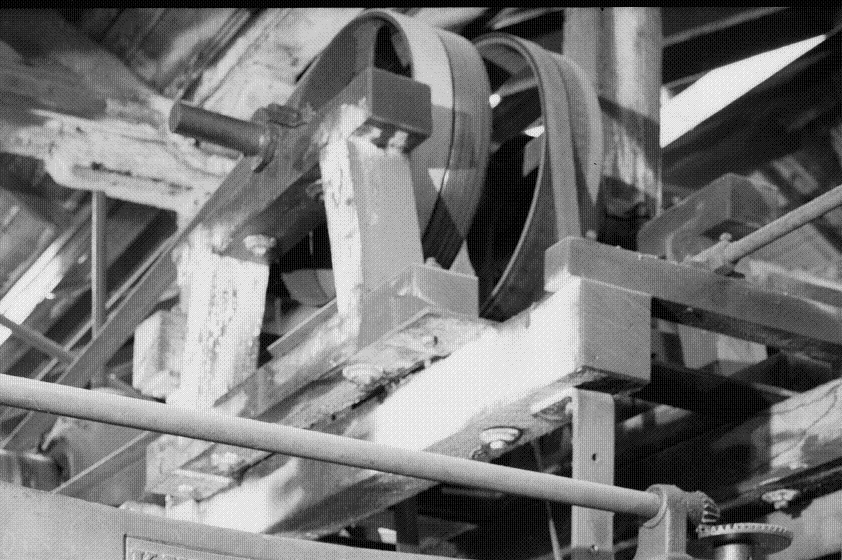
عمود وسيط ثنائي البكرات يعيد توجيه قوة الحزام من الأفقي إلى العمودي.

العمود الوسيط أو عمود المناولة هو مكون تصميم ميكانيكي شائع يستخدم لنقل أو مزامنة قوة الدوران في الآلة. غالبًا ما يكون العمود الوسيط مجرد كعب قصير ذو محامل داعمة في نهاياته وبكرتان أو أتراس أو رافعات متصلة به. العمود الوسيط هو أي عمود يستخدم وسيطًا لنقل الطاقة من عمود تدوير إلى عمود مُدوَّر.
- عمود تدوير
- محور التعشيق